# ريك ويليس
ريك ويليس (بالإنجليزية: Rick Willis)‏ هو مدرب رياضي أمريكي، ولد في 4 فبراير 1966.